# Györkös Ferenc (író)
Györkös Ferenc, családi nevén Györkös Zsidó (Tordaszentlászló, 1878. május 25. – Kolozsvár, 1946. január 25.) erdélyi magyar színműíró.

## Életútja
Kisgazda, majd vállalkozó, építészmester. A kolozsvári Thália Rt. a színház kék madár-kísérleteihez szövegkönyvet keresve talált rá a faluja lakodalmi szokásait és dalait feldolgozó szerző kéziratára, amely a "birtokházasítás" ismert motívumának új változatát dolgozta fel megtörtént helybeli eset kapcsán. A színmű Szabédi László átdolgozásában Szentlászlói vőlegény címen került 1935-ben színpadra; 1981-ben a szerző szülőfalujának színjátszói felújították Boldizsár Zeyk Imre átigazításában. Az egykorú bírálat a darabot nem a régi népszínmű késői hajtásának tekintette, hanem egy új népi irányzat irodalmi megnyilvánulását köszöntötte benne.